# سافرون والدين (دائرة انتخابية في المملكة المتحدة)
سافرون والدين (بالإنجليزية: Saffron Walden)‏ هي إحدى الدوائر الانتخابية في المملكة المتحدة الممثلة في مجلس العموم في برلمان المملكة المتحدة.
عضو البرلمان الذي يمثلها حالياً هو :Rt Hon Sir Alan Haselhurst (CWM).